# ولاد المرسى (مسلسل)
ولاد المرسى هو مسلسل مغربي من إخراج مراد الخودي سنة 2021، وبطولة كل من أمين الناجي، عزيز داداس، ماجدولين الإدريسي، عبد السلام بوحسيني، نادية آيت، سحر الصديقي، عبد النبي البنيوي، سهام أسيف، فاطمة الزهراء لحرش، ناصر أقباب، وغيرهم. بث المسلسل طيلة شهر رمضان 2021 على قناة إم بي سي 5 وعلى منصة شاهد.

## قصة المسلسل
يعود المهدي إلى عائلته بعد مرور عدة سنوات، وبعد دخوله السجن، تنفصل عنه خطيبته بسمة، التي تسعى والدة المهدي إلى إبعادها عن حياتهما بشتى الطرق، ويتخذ المهدي قرارات مصيرية بشأن عائلته يصدم لها الجميع.

## طاقم التمثيل
- أمين الناجي (المهدي)
- عزيز داداس (حجاج)
- ماجدولين الإدريسي (خديجة)
- عبد السلام البوحسيني (فاروق)
- نادية آيت (بسمة)
- سحر الصديقي (سارة)
- عبد النبي البنيوي (سعيد)
- سهام أسيف (جميلة)
- فاطمة الزهراء لحرش (ليلى)
- ناصر أقباب (نبيل)
- محمد الشوبي (الحاج عمر)
- سعيد باي (عبد الغفور)
- كليلة بونعيلات (زينب)
- طارق البخاري (سمكة)
- حسن فولان (الجيلالي)
- مراد حميمو (إدريس)

## وصلات خارجية
ولاد المرسى على موقع IMDb (الإنجليزية)
- ولاد المرسى على موقع قاعدة بيانات الأفلام العربية
- ولاد المرسى على موقع كينوبويسك (الروسية)
- ولاد المرسى على موقع قاعدة بيانات الفيلم (الإنجليزية)